# Domhnall mac Airt MacMurrough-Kavanagh
Domhnall mac Airt MacMurrough-Kavanagh en irlandais Domhnall mac Airt mac Murchadha  (mort vers 1338/1339) est le 3e roi de Leinster de 1327 jusqu'en 1338/1339.

## Origine
Domnall mac Airt est le fils d'Art mac Domnaill, assassiné à Arklow le 21 juillet 1282 sur ordre du Lord justicier l’évêque  Stephen de Fulbourn, avec son frère aîné Muirchertach mac Domnaill MacMurrough-Kavanagh.

## Règne
Après le meurtre de son oncle et de son père, le direction du clan Mac Murchadha est assumée par son cousin Muiris mac Muircheartach (mort en 1314) ; les velléités d’expansion de Domhnall dans la vallée du Barrow déclenchent deux campagnes anglaises de représailles contre le domaine des Uí Cheinnselaigh en 1324. Ensuite et jusqu'en 1327 Domnall s'emploie à rétablir l'autorité de sa dynastie sur ses vassaux traditionnels les familles O' Byrne et O'Toole il parvient à ses fins lorsque lors d'une assemblée, leurs représentants acceptent de l’élire « roi de Leinster ». Le sénéchal de Carlow prend conscience de la menace que cela représente et capture Domhnall qui est incarcéré à Dublin jusqu'à son évasion en janvier 1331. Dès sa libération il reprend ses attaques dans l'est du Leinster et s'empare des localités de Clonmore et d'Arklow.Toutefois sa longue captivité a été l'occasion d'une remise en cause d'une partie de son autorité de suzerain. 
Lors de l'hiver 1331/1332 il reçoit une allocation du gouvernement anglais pour mener campagnes contre ses anciens alliés irlandais de la famille O'Byrne mais aussi les fils de Muiris mac Muircherteach notamment Muircheartach mac Muiris (mort en 1354). Pendant toute la décennie il poursuit une politique indécise, souvent favorable aux anglais, en menant campagne contre les O'Byrne en 1334 et obtenant le titre de banneret an service Édouard III d'Angleterre lors de sa campagne dans royaume d'Écosse en 1335 pour soutenir le prétendant Édouard Balliol ce qui lui vaut de recevoir une pension annuelle de 18 marks. Il meurt à une date indéterminée en 1338/1339.

## Postérité
Domnall mac Airt laisse comme fils et successeur
- Domhnall mac Domnaill MacMurrough-Kavanagh 4e roi de Leinster.

## Sources
- (en) Dictionary of Irish Biography : Emmett O'Byrne MacMurrough (Mac Murchadha), Domhnall
- (en) T.W Moody, F.X. Martin et F.J. Byrne, A New History of Ireland IX Maps, Genealogies, Lists. A companion to Irish History part II, Oxford, Oxford University Press, 2011, 690 p. (ISBN 978-0-19-959306-4).
- (en) Art Cosgrove (sous la direction de), New History of Irland,Volume II ‘’Medieval Ireland 1169-1534’’, Oxford, Oxford University Press, 2008 (ISBN 978019 9539703), p. 302-379-380.